# Sławno (Łódź)
Sławno is een dorp in het Poolse woiwodschap Łódź, in het district Opoczyński. De plaats maakt deel uit van de gemeente Sławno en telt 384 inwoners.